# Vigdis Hjorth

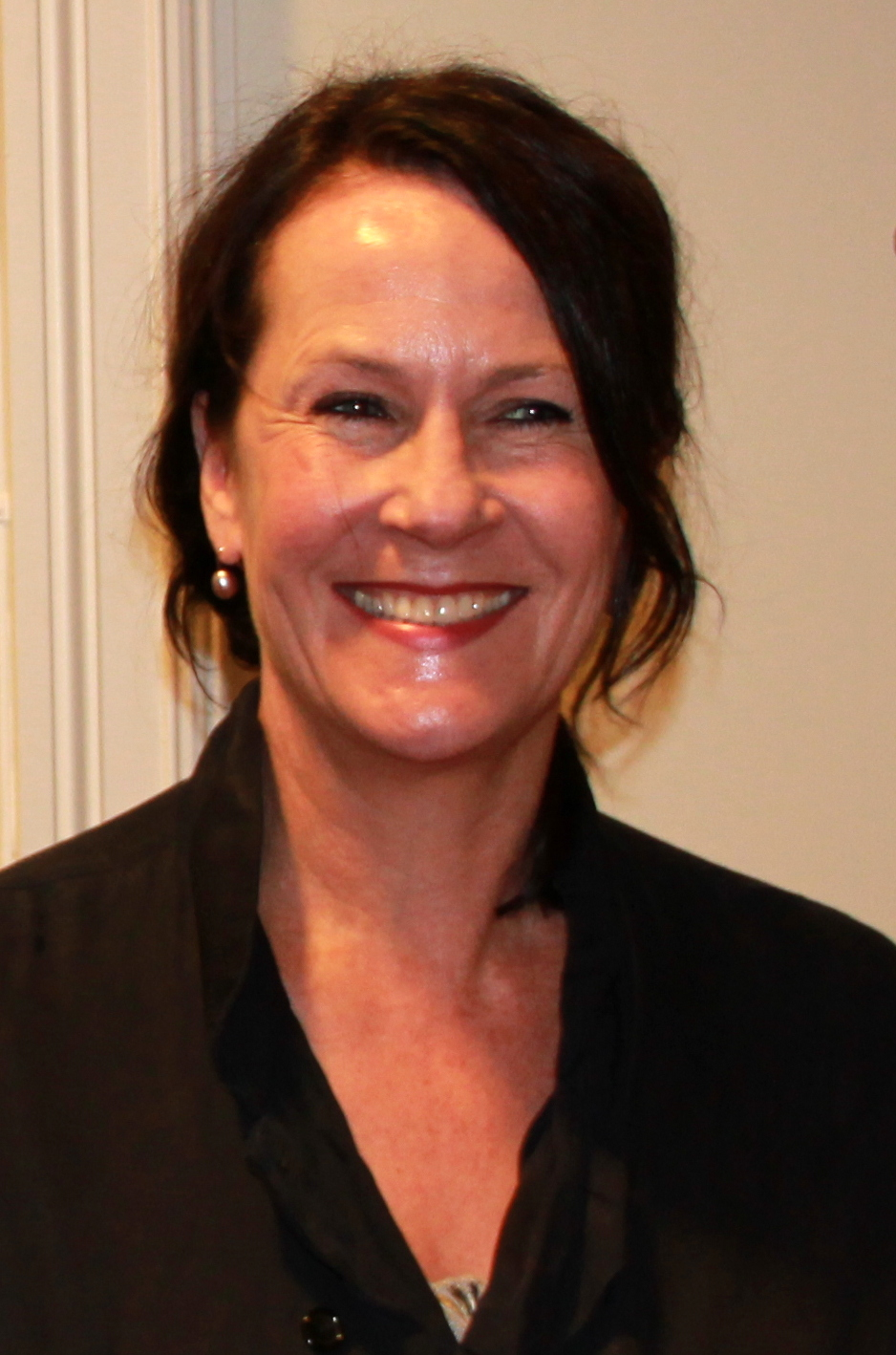
Vigdis Hjorth (2012)

Vigdis Hjorth (* 19. Juli 1959 in Oslo, Norwegen) ist eine norwegische Schriftstellerin.

## Leben
Vigdis Hjorth wuchs in der norwegischen Hauptstadt Oslo auf. Sie machte 1983 ihren Studienabschluss in Ideengeschichte, Politikwissenschaften und Literatur. Noch im selben Jahr debütierte sie mit dem Kinderbuch Pelle-Ragnar i den gule gården als Schriftstellerin. Ihr Folgeroman Jørgen + Anne er sant, der unter dem Titel Tilla liebt Philipp in deutscher Übersetzung erschien, wurde 2011 unter dem Titel Anne liebt Philipp verfilmt. Außer ins Deutsche wurden ihre Bücher auch ins Dänische, Isländische, Russische, Schwedische und Ukrainische übersetzt.
Hjorth ist Mutter dreier Kinder und lebt in Nesøya, nahe Asker. Zuvor lebte sie unter anderem in Kopenhagen, Bergen, der Schweiz und Frankreich. Nach einem Verkehrsdelikt musste sie im Jahr 2009 für 30 Tage ins Gefängnis. Ihre Erfahrungen verarbeitete sie im 2011 erschienenen Buch Tredve dager i Sandefjord. In Hjorths 2016 veröffentlichtem und im selben Jahr mit dem Kritikerprisen und dem Bokhandlerprisen ausgezeichnetem „autofiktionalen“ Roman Arv og miljø stellte sie einen sexuellen Missbrauch durch ihren Vater in den Raum. Dies führte zu einer Gegenreaktion ihrer jüngeren Schwester, der Juristin Helga Hjorth, die Vigdis Hjorths Behauptung 2017 in ihrem ebenfalls als autofiktional ausgegebenen Debütroman Fri vilje in Abrede stellte.

## Werke
- Pelle-Ragnar i den gule gården. 1983.
- Jørgen + Anne er sant. 1984.
  - Tilla liebt Philipp. Sauerländer, 1992, ISBN 3-7941-3484-2.
- Råtne Rikard. 1985.
- Gjennom skogen. 1986.
- Drama med Hilde. 1987.
- På hjørnet – om kvelden. 1987.
- Med hånden på hjertet. 1989.
  - Hand aufs Herz. Verlag Sauerländer, 1991, ISBN 3-7941-3412-5.
- Et dikt til mormor. 1990.
- Tungekysset og Drømmen. 1990.
- Fransk åpning. 1992.
- Død sheriff. 1995.
  - Zum Teufel mit den Männern. Goldmann, 1997, ISBN 3-442-43750-4.
- Ubehaget i kulturen. 1995.
  - Quartett zu zweit oder die maßlose Liebe zur Literatur. Langen Müller Verlag, 1999, ISBN 3-7844-2718-9.
- Hysj. 1996.
- Takk, ganske bra. 1998.
  - Drei Frauen und ein Todesfall, Goldmann Verlag, 2000, ISBN 3-442-44519-1.
- En erotisk forfatters bekjennelser. 1999.
  - Gewissermaßen intim: moralische und unmoralische Gedanken. Eiswasser, 2003, ISBN 3-924143-37-4.
- Den første gangen. 1999.
- Hva er det med mor? 2000.
- Om bare. 2001.
  - Die Liebeskur, Goldmann Verlag, 2003, ISBN 3-442-45409-3.
- Fordeler og ulemper ved å være til. 2005.
- Hjulskift. 2007.
- Tredje person entall. 2008.
- Snakk til meg. 2010.
- Tredve dager i Sandefjord. 2011.
- Leve posthornet! 2012.
- Et norsk hus. 2014.
  - Ein norwegisches Haus. Osburg Verlag, 2015, ISBN 978-3-95510-091-9.
- Arv og miljø. 2016.
  - Bergljots Familie. Osburg Verlag, 2019, ISBN 3-95510-139-8.
  - Ein falsches Wort. Fischer Verlag, Frankfurt am Main 2024, ISBN 978-3-10-397513-0.
- Lærerinnens sang 2018.
- Henrik Falk 2019.
- Er mor død 2020.

## Auszeichnungen
- 1983: Kulturdepartementets debutantpris für Pelle-Ragnar i den gule gården
- 1984: Kritikerprisen fürs Beste Kinderbuch für Jørgen + Anne er sant
- 1989: Cappelenprisen
- 2010: Gyldendalprisen
- 2012: Neshornet, Klassekampens kulturpris
- 2012: Kritikerprisen für Leve posthornet!
- 2014: Amalie Skram-prisen
- 2015: Aschehougprisen
- 2016: Bokhandlerprisen und Kritikerprisen für Arv og miljø
- 2018: Dobloug-Preis[2]